# Ариха, Авигдор
Авигдор Ариха (фр. Avigdor Arikha, настоящее имя Авигдор Длугач; 28 апреля 1929, Рэдэуци — 29 апреля 2010, Париж) — израильский и французский живописец, график, книжный оформитель.

## Биография
Родился в южной Буковине, в еврейской немецкоязычной семье. В 1941 году семья была депортирована в нацистские концлагеря на Западной Украине, его отец погиб. Сам он выжил благодаря рисункам, которые делал во время депортации и которые сумел показать представителям Красного Креста, посетившим лагерь в 1943 году (в 1971-м семь из них были факсимильно изданы в Париже ограниченным тиражом). Он и его сестра были освобождены и сумели в 1944 году переехать в Палестину. До 1948 года жил в кибуце в центральном Израиле. В 1948 году был тяжело ранен в ходе Арабо-израильской войны, после операции провел несколько дней в коме. В 1946—1949 годах посещал художественную академию Бецалель, где занимался под руководством Мордехая Ардона. В 1949 году получил стипендию, по которой отправился учиться в парижскую Школу изящных искусств, где изучал технику фресковой живописи. С 1954 года Ариха постоянно жил в Париже, часто приезжал в Израиль.
Жена — американская поэтесса и переводчица с французского Энн Эйтик, они поженились в 1961 году. В 2001 году она выпустила книгу воспоминаний о Сэмюэле Беккете «Как оно было», переведённую с английского уже на несколько языков. У них было две дочери — Эльба и Нега.
Ариха — перевод родовой фамилии художника (долгий, длинный) на арамейский язык. Художник принял это новое имя после переезда в Палестину.

### Художник
В конце 1950-х годах пришёл к абстрактной манере, но в конце концов признал этот путь тупиковым. В 1965 году отказался от живописи и занимался исключительно графикой. Вернулся к живописи в 1973 году, соединяя в своих портретах, ню и натюрмортах фигуративность с минималистскими элементами абстрактного искусства, близкого к Мондриану. Иллюстрировал книги Хемингуэя, Бялика, оформил несколько книг Беккета, с которым дружил до самой смерти писателя; заметка Беккета, обращенная к Арихе, вошла в каталог выставки рисунков художника 1965—1970-х годов.
Ариха — автор нескольких заказных портретов (королевы Елизаветы, 1983; премьер-министра Великобритании, 1988; Катрин Денёв, 1990, Пьера Моруа).
Считался одним из самых талантливых и выдающихся израильских художников XX века.

### Историк искусства
Выступал также как историк искусства, ему принадлежит монография о рисунках Энгра (1986), сборник статей и выступлений «Живопись и взгляд» (1991, переизд. 1994), «Об изображении» (1995, на англ. яз.), эссе о живописи, предисловия к каталогам работ Пуссена и др. Выступал с лекциями в Принстоне и Йеле, коллекции Фрика, музее Прадо и др.

## Ретроспективные выставки
В 2006—2007 годах большая ретроспектива работ Арихи 1965—2005 годов была развёрнута в Британском музее. В июне-сентябре 2008 года ретроспективную выставку его работ показал Музей Тиссена-Борнемисы в Мадриде.

## Признание
Кавалер ордена Почётного легиона (2005). Почётный доктор Еврейского университета в Иерусалиме.